# 贝蒂·卡思伯特
贝蒂·卡思伯特（英語：Betty Cuthbert，1938年4月20日—2017年8月6日），澳大利亚女子田径运动员。她曾代表澳大利亚参加1956年、1960年和1964年夏季奥林匹克运动会田径比赛，获得四枚金牌。